# 巴拉韋 (布吉納法索)
巴拉韋（Balavé）為位在布吉納法索的城鎮，由布克萊迪穆翁大區巴瓦省巴拉韋縣管轄。該城鎮為巴拉韋縣的首府。2005年人口普查中該城鎮人口有4,700人。

## 外部連結
- Satellite map at Maplandia.com （页面存档备份，存于）